# Cultura de la provincia de León

## Deportes y juegos tradicionales

### Lucha leonesa
Descripción

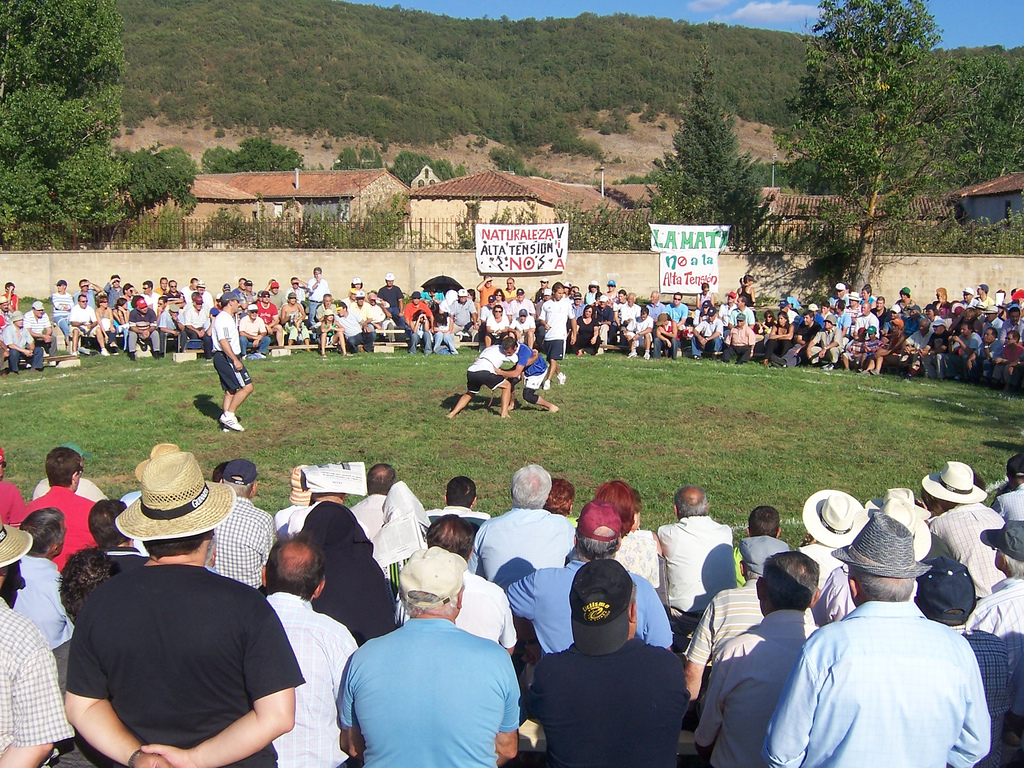
Corro de lucha leonesa en La Mata de Curueño

La lucha leonesa o aluche es un deporte autóctono tradicional en el que dos contendientes, agarrados con las dos manos al cinto, y mediante la utilización de estrategias conocidas como mañas, luchan por derribar al contrincante y llevarle al suelo. Estas mañas pueden realizarse sirviéndose de brazos o de piernas; los brazos sujetan, «sacan», tiran o empujan, pero no golpean ni se sueltan las manos del agarre.
Los combates tienen lugar en el corro, formado por la gente que asiste al espectáculo. Presenta 18 metros de diámetro, y es de césped cuando la lucha se lleve a cabo al aire libre y sobre colchonetas en lugares cerrados. En la actualidad existen luchódromos en localidades como Gradefes, Villafruela, Villafañe, Mansilla de las Mulas, Riaño o en la ciudad de León.
La vestimenta consiste en un simple pantalón corto y camiseta de hilo o algodón. El luchador actúa descalzo. Tradicionalmente el agarre era el propio pantalón, pero el uso del cinto se regulariza e impone en la primera mitad del siglo XX. En cuanto a la duración, la norma actual establece que se luche, habitualmente, a dos caídas «enteras» y con una duración máxima de cada combate de minuto y treinta segundos llegando a durar hasta tres minutos en las finales.
Historia
Históricamente, entre los antiguos pueblos hispanos la lucha era una práctica común entre los habitantes del noroeste peninsular, y durante la Edad Media la lucha se incluía como parte de la educación de los caballeros. A finales de los siglos XV-XVI se van a producir importantes cambios en el carácter y sentido de la lucha, que pasará a ser una actividad practicada fundamentalmente por el pueblo. Es a partir de este momento cuando encontramos las primeras noticias directas sobre la lucha leonesa entre los pastores, en los Coloquios Satíricos (1553) de Antonio de Torquemada, en Los siete libros de la Diana (1559) de Jorge de Montemayor, y en la obra de 1586 de Pedro de la Vecilla Castellanos, El León de España, Cantos IV y V, donde se describe la lucha leonesa, enmarcada en la provincia de León.
Hasta 1930, año en que la lucha leonesa se convierte en un deporte federado, con una organización y normativa reglamentarias, existían en el noroeste de España, bajo la denominación de juegos de lucha tradicionales, distintos tipos de luchas y formas de agarre. En su origen el aluche era una actividad practicada por ganaderos, pastores, molineros, canteros, etc., como un juego que era aprendido junto al oficio tradicional, que se practicaba tanto en el trabajo como en las celebraciones y festejos y que era transmitido de forma oral de padres a hijos.
En 1920, con motivo del IX Centenario del Fuero de León, se redactó lo que para algunos fue el primer reglamento; en un segundo intento en 1929, Olegario Llamazares redacta las Bases de los Aluches, y no es hasta 1933 cuando se redacta lo que se puede denominar el primer reglamento de la lucha, en el que se unificaron las distintas variantes existentes hasta el momento, se unificó el atuendo, se impuso el agarre al cinto y se describieron de forma concreta y pormenorizada las caídas y demás normas a seguir.
Cuenta con federación propia (desde 2022), clubes para su práctica, escuelas para su enseñanza y sigue una normativa reglamentaria, desarrollándose sus encuentros más seguidos por la afición entre junio y octubre. Fue declarara Bien de Interés Cultural de carácter inmaterial el 29 de junio de 2017.

## Fiestas y romerías
La diversidad cultural de las distintas comarcas leonesas propicia unos festejos caracterizados por su gran variedad de formas, ceremonias, danzas, atuendos y coloridos, aunque todos ellos con un sustrato común. Los más de 1400 núcleos de población son, habitualmente, origen de dos fiestas patronales en cada uno y de, al menos, otras 290 romerías en honor de santos, vírgenes y cristos. A ellas hay que añadir medio centenar de fiestas sacramentales, 20 fiestas del voto, 30 ferias de carácter festivo y numerosas celebraciones profanas (carnavales, magostos, vendimias, conmemoración de hechos históricos, etc.). La despoblación del medio rural ha provocado que muchas de ellas se hayan trasladado a los fines de semana de verano, cuando los pueblos reviven con el regreso de los emigrados.
Es frecuente que, bajo muchas de las celebraciones cristianas, aparezcan creencias y costumbres paganas; por ejemplo, santuarios y ermitas se levantan sobre sitios sagrados que fueron origen del mensaje pagano: montaña, peña, gruta, bosque, fuente... La indumentaria y la ceremonia también evocan, en ocasiones, el origen ancestral de la fiesta, como en el caso de guirrios, zafarrones, maranfallos y jurrus del Carnaval, o la influencia cortesana en la capital del Reino, reflejada en las Cabezadas y las Cantaderas.
Por otra parte, el carácter agrario de la sociedad leonesa también marcó sus fiestas, que siguen los hitos anuales del calendario astronómico: solsticios, equinoccios, plenilunios y novilunios. Así se encuadran, a nivel universal, la Navidad, el Carnaval y la Pascua de Resurrección, y a nivel local, los tiempos de los mayos, los ramos, los votos, las rogativas y las fiestas de cosecha, vendimia y acción de gracias.

### Fiestas de invierno
Como parte de las celebraciones de Navidad, en la cual adquiere un protagonismo especial el ramo y su canto en la iglesia, se mantienen las representaciones de Auto de Reyes, que giran en torno a la adoración de los Magos de Oriente, con ejemplos como los de Sariegos y Villamuñío, y las pastoradas, en las que el pueblo escenifica la adoración de los pastores y ofrece canciones y bailes del folclore local. A ellas se suman las hogueras de Reyes, bajo la idea de orientar a los Magos para que no pasen de largo, que únicamente se celebran en lugares de La Cepeda y Maragatería.
En cuanto a fiestas patronales, aunque la despoblación rural ha motivado el traslado de estas a la temporada veraniega, todavía se celebran varias de ellas en época invernal. Así, el 8 de enero se festeja san Julián, destacando las celebraciones de Alija de la Ribera, donde tienen lugar música y bailes a la puerta de la iglesia. En torno al 17 de enero se celebra san Antón, cuyo acto principal de la fiesta es acudir con los animales hasta el atrio de la iglesia, donde el sacerdote les imparte la bendición. Entre las celebraciones, citar las de Las Grañeras, donde vecinos y animales acuden en romería hasta la ermita del Cristo, y las de La Bañeza, donde la cofradía de San Antonio Abad procede a la rifa del gocho de San Antón.
El 28 de enero es la festividad de san Tirso, con devoción en más de 30 localidades. Sobresalen Villafranca del Bierzo, con hoguera la noche de la víspera y reparto de chorizos cocidos, y San Justo de Cabanillas, donde ser conserva la tradición del aserrado: tras la misa y procesión, los devotos toman el serrucho de madera que lleva la imagen del santo y comienzan a serrarse aquellas parte del cuerpo en las que padecen males reumáticos o articulares. El 31 de enero, en Paradilla, la cofradía de Santa Eugenia —o de las Capas Pardas, por ser la prenda tradicional de sus cofrades—, celebra su festividad en la que destaca la procesión por las calles del pueblo.
A finales de enero —antiguamente se celebraba en Navidad— tiene lugar en La Cuesta una mascarada de invierno, los Campaneiros, tradición recuperada por la asociación cultural Trimuella en la que distintos personajes recorren las calles del pueblo. Ya en febrero, en torno al día 2, numerosos lugares festejan a Nuestra Señora de las Candelas y es tradición presentar a los niños nacidos durante el año y bendecir la cera; entre ellos destacan Cea, donde los quintos cantan y ofrecen un ramo a la Virgen, y León, donde se celebra en la iglesia de Santa Marina y es conocida como fiesta de los Usías.
El 3 de febrero, más de 25 lugares celebran la festividad de san Blas; entre ellos Puente de Órbigo, donde se enciende una hoguera en la víspera, San Millán de los Caballeros, donde la ceremonia se embellece con la presencia de los Caballeros de la Capa, o la romería que tiene lugar en Sabero, donde se acude a su ermita y se agasaja al Santo con una cuelga de frutas y rosquillas, procesión y cantos. El 5 de febrero —santa Águeda— en varias localidades, y como es tradición, las mujeres toman el poder durante ese día; sobresalen Jiménez de Jamuz, por su religiosidad y devoción, y La Bañeza, por su vertiente lúdica, donde dos grupos de mujeres —Cofradía de Santa Águeda y Asociación Bañezana de Amas de Casa— eligen su Águeda Mayor, toman el bastón de mando del alcalde y llenan las calles con bailes y ambiente de fiesta.

### Carnaval

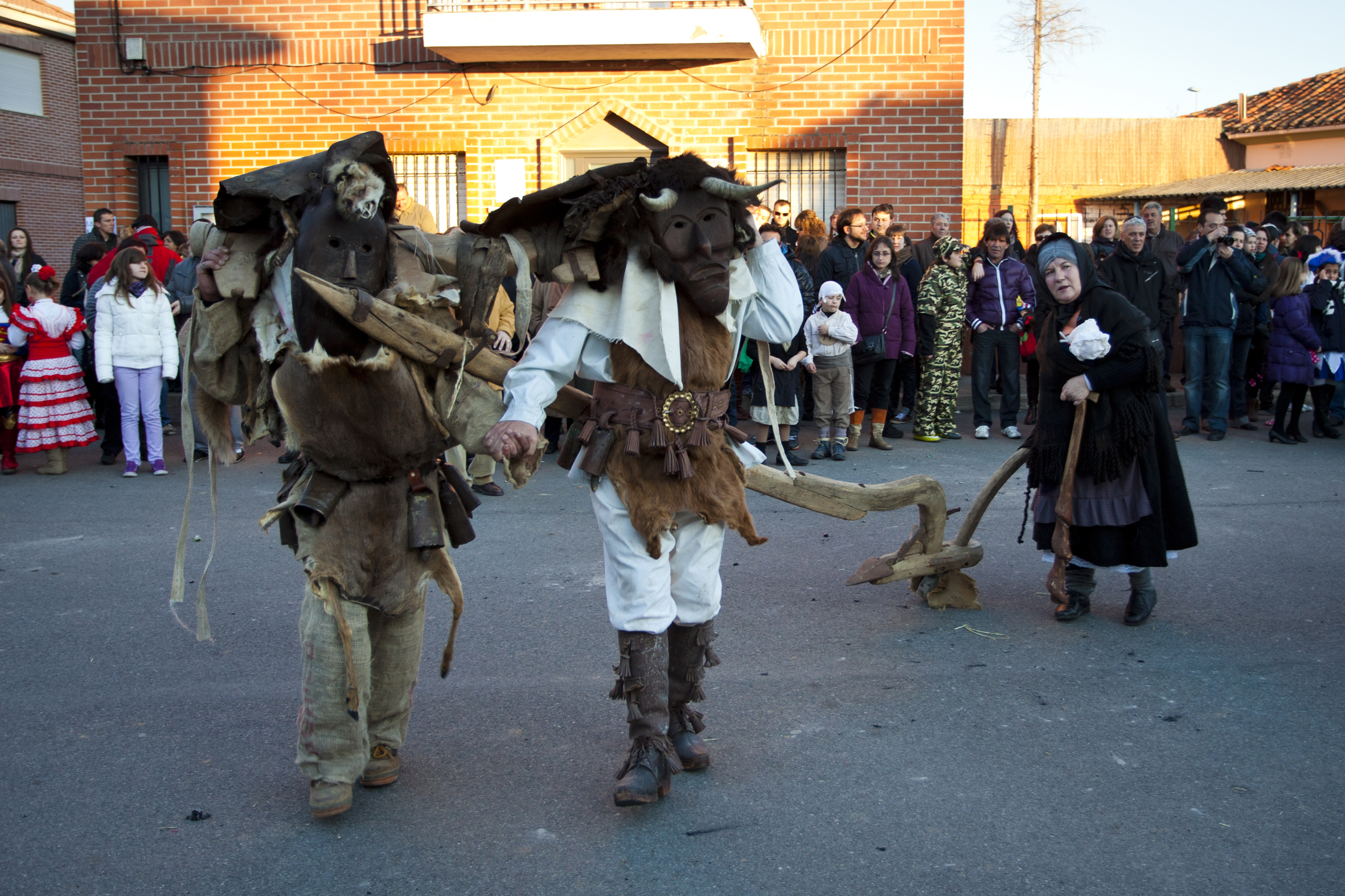
Antruejo de Velilla de la Reina

Los cultos animistas de los agricultores primitivos, que según Caro Baroja eran origen del carnaval primigenio, se manifiestan a través de guirrios, zafarrones, jurrus, maranfallos y otros personajes, que entran en escena durante las fechas del tradicional antruejo. Junto a ellos conviven carnavales contemporáneos, de disfraces, desfiles y charangas. En Velilla de la Reina, la noche previa al domingo de Carnaval tienen lugar dos rituales, la siembra de la cernada y la cachiporrada; el momento cumbre es el domingo por la tarde, cuando toros y guirrios simulan una especie de toreo y, tomándolas por la cintura, pasan a las mozas por encima de los cuernos del toro, quizás como reminiscencia de ritos fecundizantes.

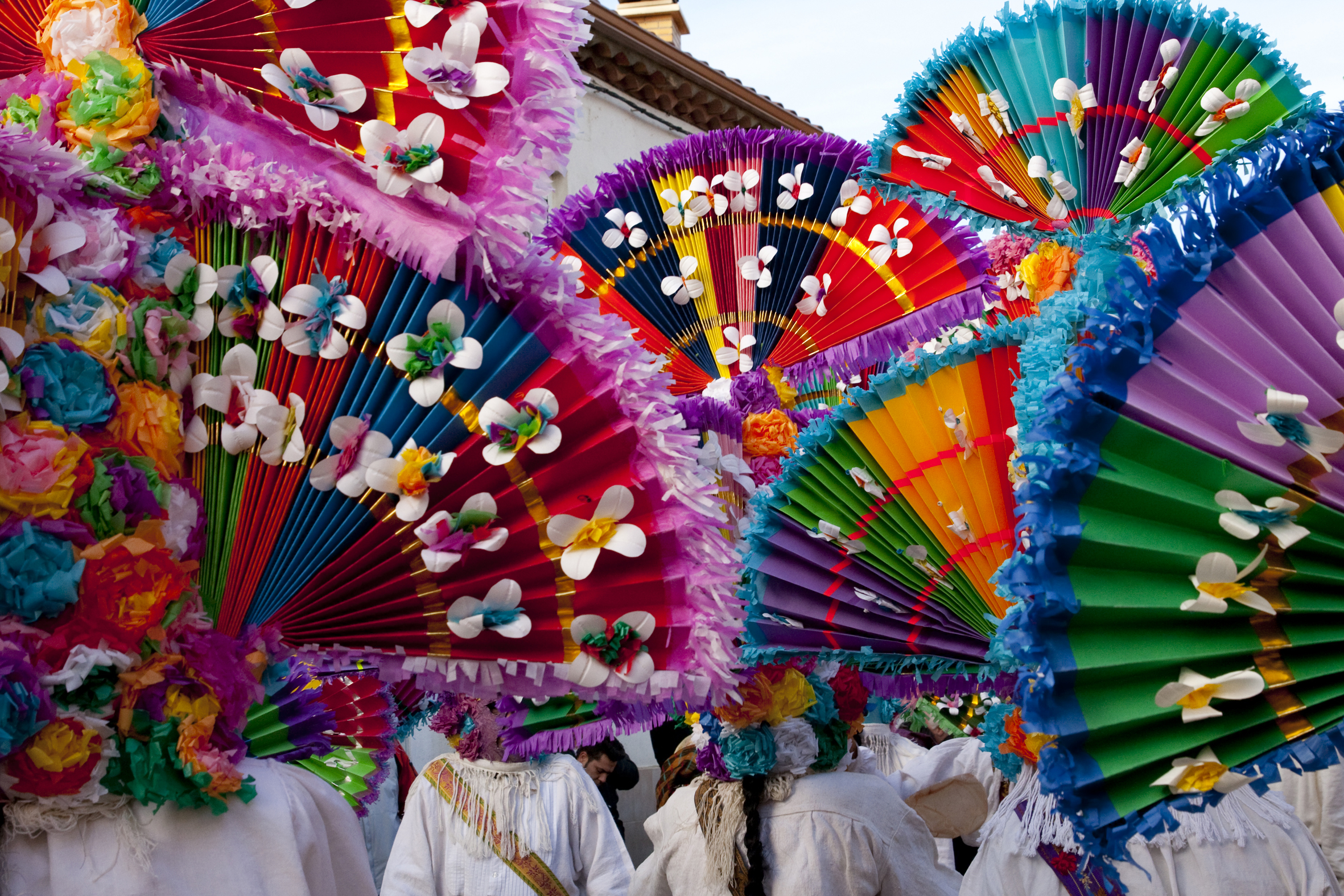
Detalle de los guirrios de Llamas de la Ribera

En Carrizo de la Ribera celebran el Sábado Frisolero, donde el protagonismo lo acaparan los guirrios, que se enfrentan a toros y hostigan al público asistente; otros personajes son la gomia y la tarara. En Llamas de la Ribera las celebraciones tienen lugar el domingo de Carnaval; madamas (vestidas con la indumentaria tradicional riberana) y guirrios confluyen en la plaza, donde se baila y se hostiga al público. En Sardonedo, el martes de Carnaval, el toro demuestra su fijación por el guirrio, que aquí se llama torero.

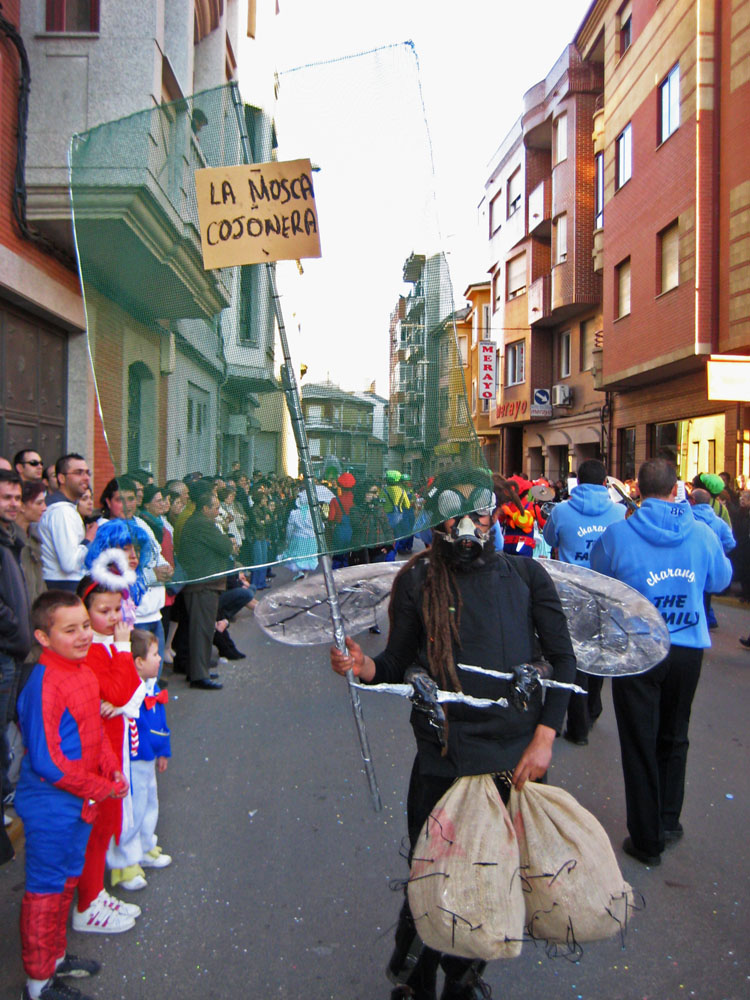
Un momento del desfile de carnaval de La Bañeza

En Alija del Infantado, el domingo los jurrus se adueñan de la villa, y el martes los birrias les hacen frente, liberan a la población y queman en la hoguera al cabecilla de los jurrus. En Riello se celebra la zafarronada, cuya figura central es el zafarrón; el sábado de Carnaval, una comitiva compuesta por zafarrones, el torero, el toro, el ciego y la ciega, las gitanas y otros personajes recorren los pueblos de Omaña y, ya en Riello, torean y arrojan ceniza a los asistentes. En Burbia, el domingo de Carnaval algunos vecinos se transforman en maranfallos, vestidos con andrajos, y recorren las calles arrojando ceniza. En Riaño, el sábado de Carnaval es testigo del desfile de la Mojiganga, en el que participan zamarrones, el oso, el caballo, el toro, el torero, la preñada, la dama de antruido, el ciego, la vieja, el herrero —documentado en Burón—, el zamarrancas y la máscara del zamarrón de Crémenes.
En cuanto a carnavales contemporáneos, orientados a la diversión y a los disfraces, destaca especialmente el de La Bañeza, declarado de Interés Turístico Nacional en 2011. Durante varios días, la ciudad se convierte en una fiesta permanente: Viernes Tranquilo, Sábado de Chispas, Domingo de Carnaval, Lunes de Carnaval —con su Noche Bruja—, Martes de Carnaval, en el que se celebra el gran desfile, y Miércoles de Ceniza, en el que celebra el Entierro de la Sardina. Otras localidades donde también se celebran desfiles son, por ejemplo, Cistierna y Valencia de Don Juan el domingo de Carnaval, Ponferrada, León, Villablino, Sahagún, Santa María del Páramo o La Robla el martes de Carnaval, y Bembibre y Astorga el Sábado de Piñata.

### Semana Santa

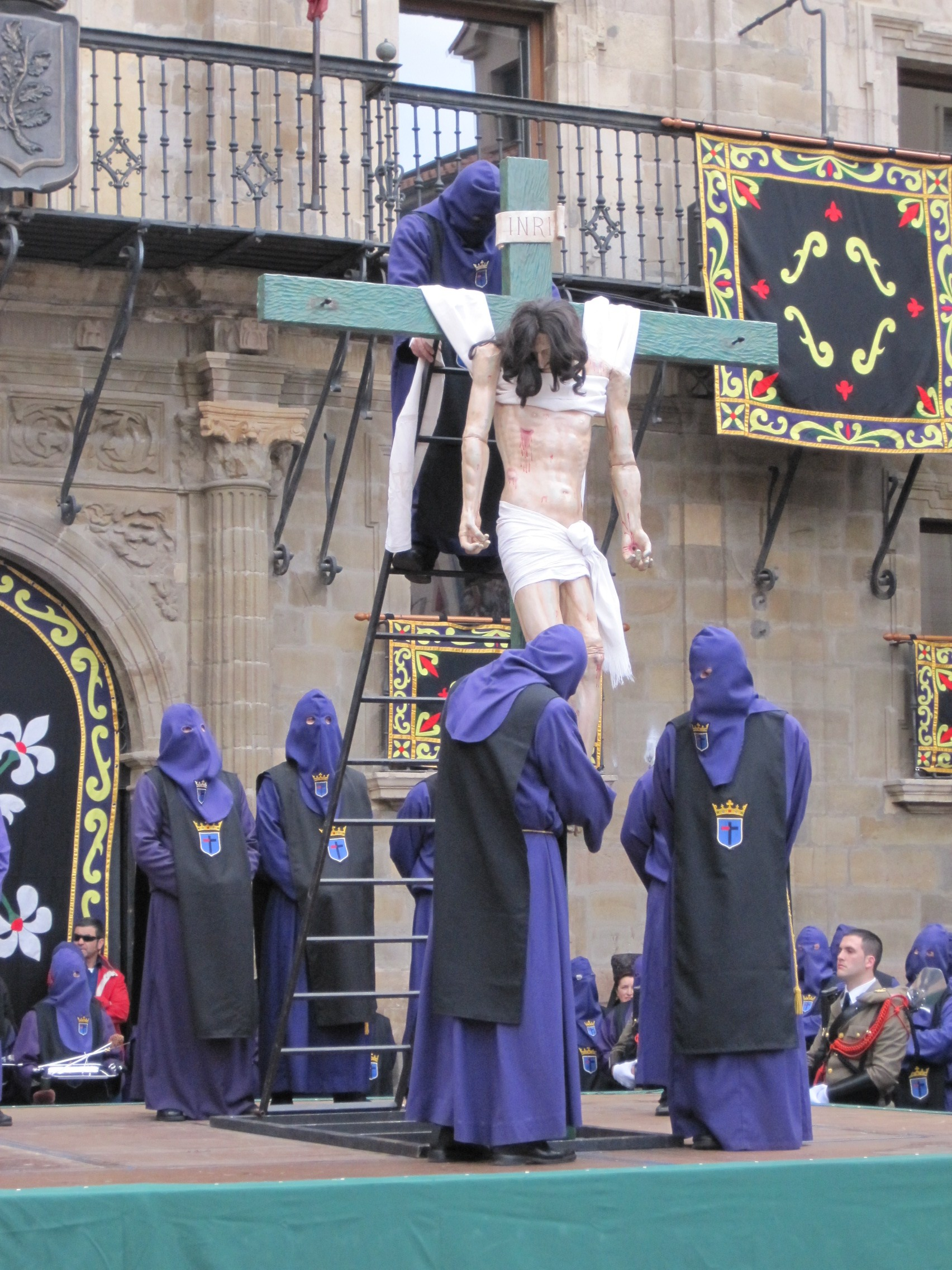
Acto del Desenclavo, a cargo de la Cofradía de la Santa Vera Cruz y Confalón, el Viernes Santo en Astorga

Ampliamente arraigada por toda la provincia, y de la cual forman parte costumbres como «matar judíos» o jugar a las chapas, la celebración de la Semana Santa tiene su punto neurálgico en la capital provincial. En ella, miles de papones (cofrades), pertenecientes a dieciséis cofradías y hermandades, recorren las calles de la ciudad a lo largo de diez días. Entre sus momentos más significativos están la Ronda y la Procesión de los Pasos, ambos el Viernes Santo, que recibieron mención especial en su declaración como Fiesta de Interés Turístico Internacional en 2002.
En Astorga, declarada de Interés Turístico Nacional en 2011, son ocho cofradías y hermandades las que, junto a la Junta Profomento de la Semana Santa, salen a la calle en esos días; entre sus actos más destacados sobresalen la Carrera de San Juanín, el acto del Desenclavo y la Procesión de la Soledad. En Ponferrada, declarada de Interés Turístico Nacional en 2015, son cuatro las cofradías y hermandades que procesionan durante toda la Semana, en la que destaca el personaje del Lambrión chupacandiles, que, con una campanilla, anuncia por las calles el inicio de estos días.
En Sahagún, declarada de Interés Turístico Nacional en 2023, la Cofradía de Jesús Nazareno y Patrocinio de San José recorre las calles de la villa durante los días grandes de la Semana con actos como la subasta de pasos, el uso de la trompa, la Isa y la Procesión de los Pasos. En La Bañeza son tres las cofradías que recorren las calles de la ciudad en un total de 14 procesiones, entre las que destaca la procesión del Santo Potajero el Miércoles Santo, organizada por la Cofradía de las Angustias y Soledad y declarada de Interés Turístico Provincial, en la que se reparten al pueblo raciones de potaje de garbanzos con arroz y bacalao. En Valencia de Don Juan, declarada de Interés Turístico Provincial, descatan los actos que tienen lugar el Viernes Santo: la Procesión del Encuentro, el Viacrucis y el Santo Entierro. También destacan las representaciones vivientes de Jiménez de Jamuz y Almanza, ambas declaradas de Interés Turístico Provincial.

### Fiestas de primavera
Con la llegada de la primavera se impone el renacer de la vida y la vuelta a lo lúdico tras el letargo de la Cuaresma. La «quema del Judas», que se conserva en lugares como Modino o Vidanes, supone un símbolo de ese renacer. Las posibles adversidades climatológicas de este momento del año han motivado que, ya desde la Edad Media, se celebren rogativas que buscan la intercesión de vírgenes y santos en favor de las cosechas. Entre ellas destacan la Pascua de Cacabelos, en honor de la Quinta Angustia y a cuyo santuario acuden miles de bercianos, o san Jorge en San Esteban de Nogales, con romería hasta la ermita y danzantes, ambas declaradas de Interés Turístico Provincial. A ellas se suman otras como las Palacio de Torío, Robles de la Valcueva, Palanquinos, Moscas del Páramo, Llamas de Cabrera, Castrocalbón, Villamañán, Sahagún (romería del pan y del queso) y San Justo de la Vega.
Son también tradicionales las fiestas del Voto, frecuentes en el Páramo, que expresan la gratitud por los favores que el pueblo hubiese recibido de manos de la Virgen o algún santo. De carácter similar es la fiesta de Las Cabezadas, en la capital provincial, por la que la corporación municipal, en agradecimiento por distintos milagros, acude a la Basílica de San Isidoro con un cirio y cuatro hachas de cera, donde entablan una discusión dialéctica sobre el carácter de la ofrenda, despidiéndose del Cabildo con tres reverencias.
El mes de mayo comienza con la celebración de los Mayos, en sus distintas variantes, desde colocar un árbol en la plaza hasta los mayos vivientes de Villafranca del Bierzo, mientras que, paralela a la fiesta profana, se celebra la Cruz de Mayo en distintos puntos de la provincia como en Valderas con su Pastorcica. Durante todo el mes continúan las romerías y rogativas como las de Camposagrado o San Froilán en Valdorria, ambas de Interés Provincial. Sin periodicidad fija, pues se vota cuando lo requiere la sequía, se celebra la romería de Castrotierra, en la que miles de personas y decenas de pendones acompañan a la Virgen del Castro desde su santuario a la Catedral de Astorga y, tras nueve días de rogativas, de nuevo a su santuario.
En junio es muy celebrado por toda la provincia el Corpus Christi, destacando los festejos de Laguna de Negrillos, declarado de Interés Turístico Regional. Muy distintas son las Justas Medievales de Hospital de Órbigo, que recuerdan el histórico Paso Honroso de Suero de Quiñones y otros nueve caballeros en 1434. En San Juan son numerosas las localidades que celebran sus fiestas, entre ellas la capital provincial, cuando sus principales fiestas populares tienen lugar. En Astorga, y cada tres años, se conmemora la victoria cristiana de la batalla de Clavijo mediante un desfile en el que el Pendón de Clavijo, acompañado por autoridades y la Guardia Zuiza, se traslada a la catedral en acción de gracias. Ya a finales de mes, en Prioro, tiene lugar la fiesta de la Trashumancia, de Interés Provincial, en la que se celebra la llegada de los rebaños. En el mes de julio cobran protagonismo las recreaciones históricas, como la Noche Templaria de Ponferrada, en la que se recuerda el pasado templario de la ciudad, la Fiesta Medieval de Mansilla de las Mulas, con mercado, justas y ambiente del medievo, y la fiesta de Astures y Romanos en Astorga, en la que el mercado o el circo rememoran los primeros tiempos de la ciudad maragata.

### Fiestas de verano

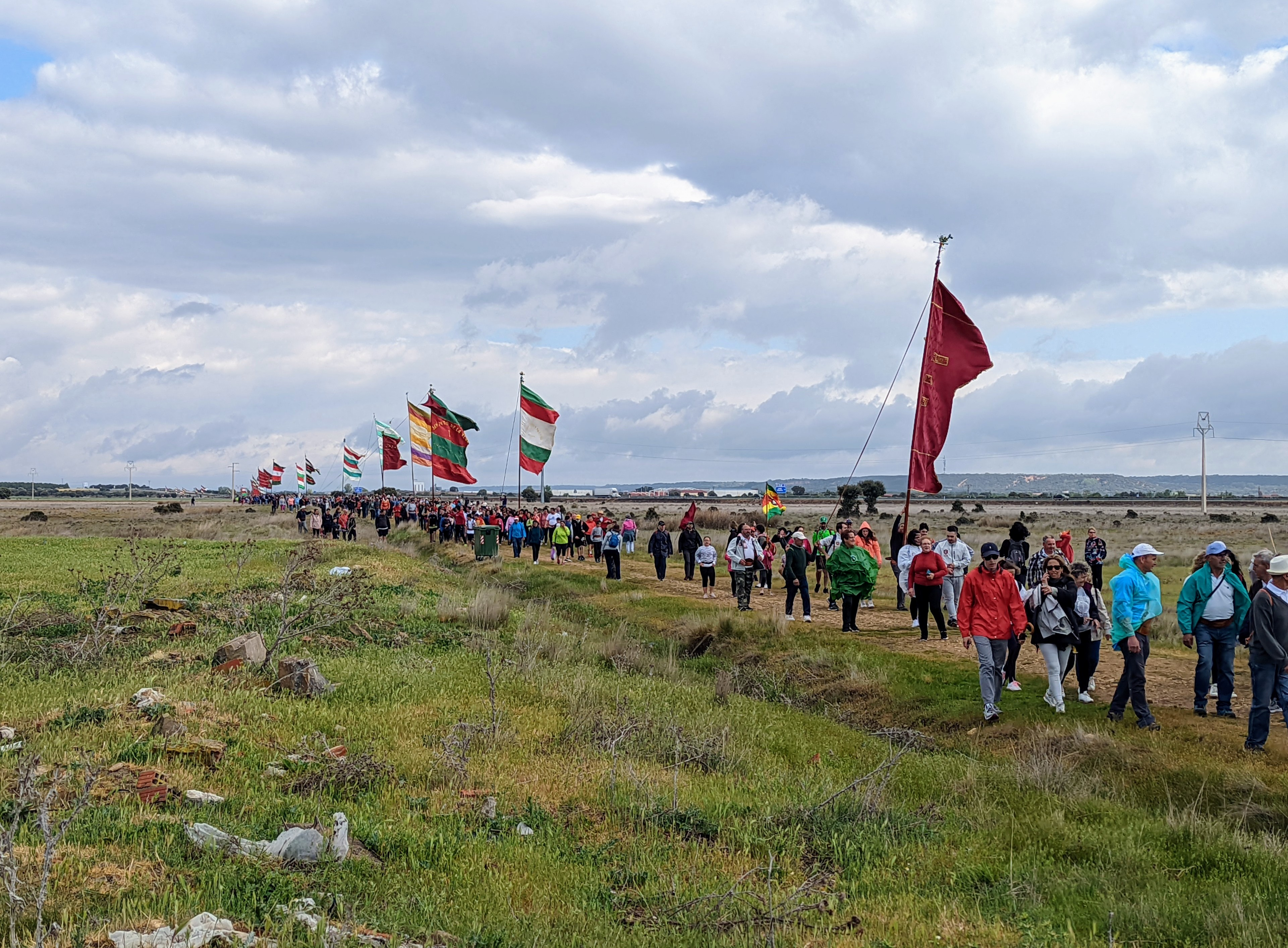
A lo largo de la primavera se celebran distintas romerías rogativas por toda la provincia. En la imagen, los pendones que acompañan a la Virgen del Castro camino de su santuario en Castrotierra de la Valduerna

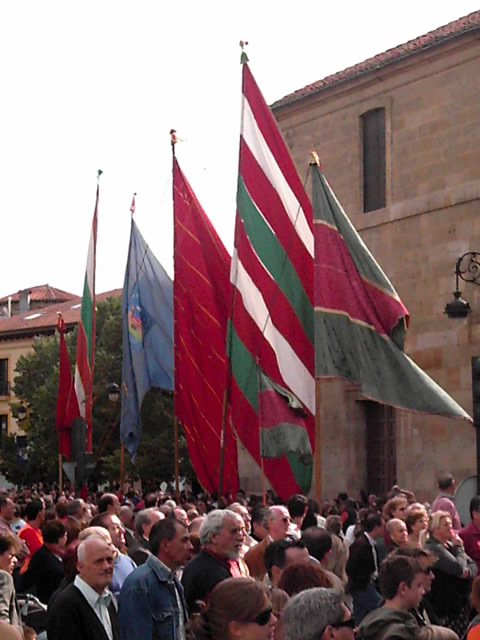
El desfile de pendones es uno de los actos más llamativos de las fiestas de San Froilán en la capital provincial.

A principios de agosto se celebra Nuestra Señora de las Nieves, siendo numerosas las localidades de la montaña leonesa las que festejan tal fecha como las romerías de Puebla de Lillo o Páramo del Sil. A mediados de mes son las festividades de la Asunción y San Roque, celebradas en la provincia por más de un centenar de localidades en fiestas y romerías como la de Pandorado, a la que acude toda la comarca de Omaña. A finales de agosto Astorga celebra sus fiestas patronales en honor de Santa Marta mientras que otras romerías, como la de la Virgen de los Remedios en Barrillo de las Arrimadas, congregan a cientos de fieles por distintos puntos de la provincia. El 8 de septiembre, fecha de la Natividad de Nuestra Señora, más de 40 localidades celebran sus fiestas bajo distintas advocaciones, como la Virgen de la Encina (patrona de El Bierzo) en Ponferrada o la Carballeda en Val de San Lorenzo. Igualmente, el día 14 del mismo mes, son más de cuarenta localidades las que celebran fiestas en honor del Cristo, destacando las de Bembibre y Villafranca del Bierzo. Entre ambas fechas tienen lugar la Fiesta del Pastor en Los Barrios de Luna y la Fiesta de los Pastores en Joarilla de las Matas, ambas declaradas de Interés Provincial.

### Fiestas de otoño
A principios de octubre se celebra en la capital provincial la fiesta de Las Cantaderas, que conmemora la liberación del tributo de las cien doncellas que los reyes asturleoneses debían pagar a los califas de Al-Ándalus. Al mismo tiempo, en La Virgen del Camino, tiene lugar la romería en honor de San Froilán y la Virgen del Camino, patrones de la Región de León, mientras que en la ciudad de León se puede contemplar un desfile de pendones y de carros engalanados. El segundo domingo de octubre, la localidad de Luyego acoge la Romería de los Remedios a la cual acuden gentes de la Maragatería y de las comarcas limítrofes, y a principios de noviembre es costumbre en distintos lugares de la provincia la celebración del magosto con el comienzo de la recolección de castañas. Por último, durante todo el otoño tienen lugar distintos festejos patronales entre los que destaca Santa Bárbara, celebrada en la mayoría de cuencas mineras.

## Gastronomía

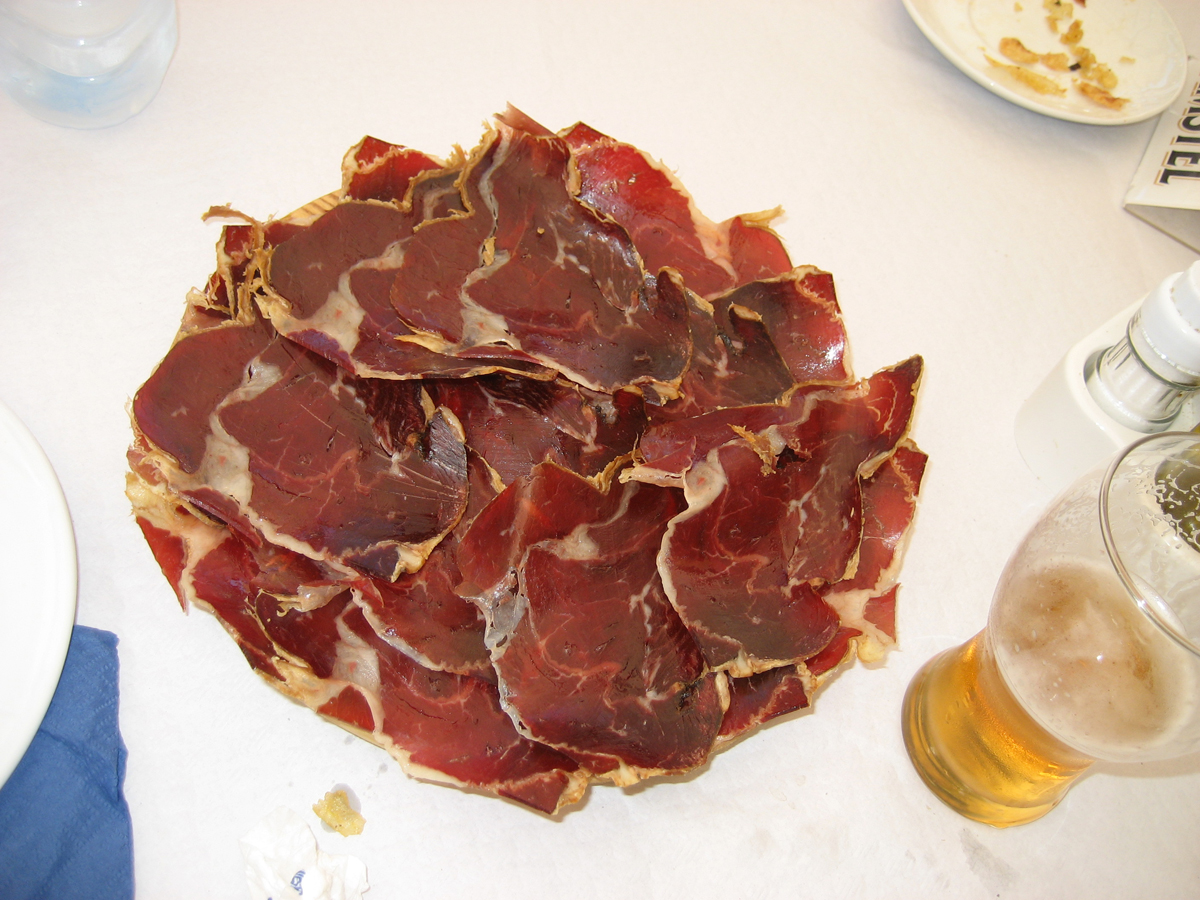
Plato de cecina

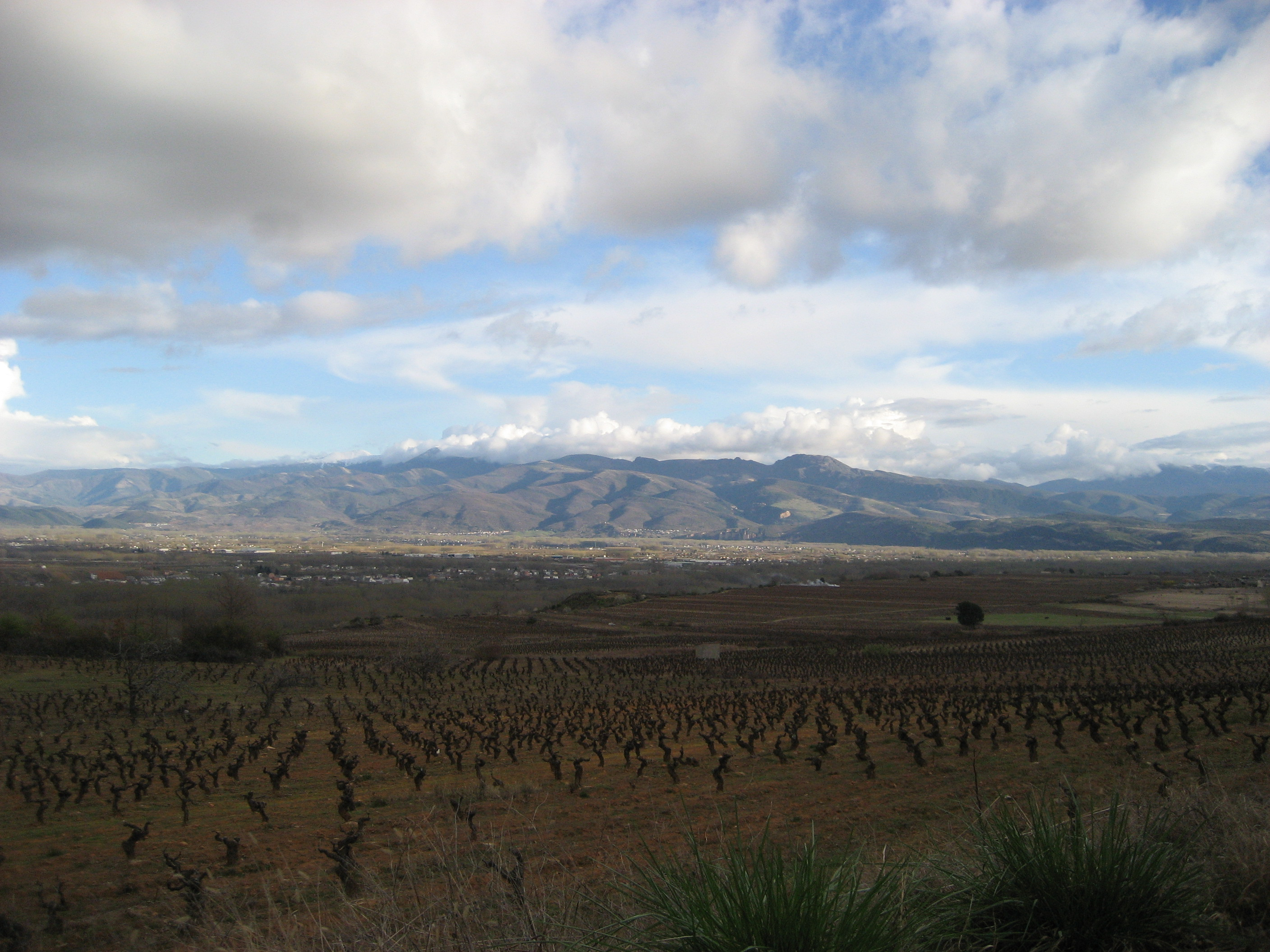
Viñedos de la denominación de origen Bierzo

La provincia de León cuenta con numerosos productos tradicionales derivados de la actividad agrícola y ganadera, caracterizándose todos ellos por su calidad y elaboración artesanal, estando muchos de ellos protegidos. La configuración geográfica y climática del territorio permite una amplia variedad de alimentos como frutas, vinos, quesos, productos de huerta, embutidos y legumbres, entre otros.
Entre las carnes frescas destacar la carne de vacuno Montañas del Teleno y el lechazo Montañas del Teleno, ambas protegidas por una Marca de Garantía. En los embutidos y carnes curadas están el Botillo del Bierzo, la Cecina de León, ambos con Indicación Geográfica Protegida (I.G.P.), y la Cecina de chivo de Vegacervera, con Marca de Garantía. Entre los quesos y lácteos destaca el queso de Valdeón, con I.G.P., entre las legumbres la alubia de La Bañeza, también con I.G.P., y entre las frutas y verduras mencionar la denominación de origen manzana reineta del Bierzo, la pera conferencia del Bierzo, con Marca de Garantía, el pimiento asado del Bierzo y el pimiento de Fresno y Benavente, ambos con I.G.P., y el puerro de Sahagún, con Marca de Garantía.
Entre los platos cocinados destacan la sopa de trucha, pez muy común en los ríos de la provincia, la morcilla y el característico cocido maragato, compuesto de nueve carnes diferentes, garbanzos, verdura, sopa y postre y cuya principal peculiaridad es que se come al revés, empezando por las carnes para terminar con la sopa. En cuanto a la panadería y repostería, destacan las mantecadas de Astorga, los hojaldres de Astorga, los lazos de San Guillermo de Cistierna, los imperiales de La Bañeza y los nicanores de Boñar. Entre los vinos sobresalen las denominaciones de origen de Bierzo y Tierra de León.
Por último, son también típicos de la provincia las tapas, muy extendidas por toda ella, con la peculiaridad de que se sirve gratuitamente junto a la bebida, siendo uno de los lugares donde más fama alcanzan el Barrio Húmedo de la capital provincial, y la celebración, a finales de octubre o principios de noviembre, del magosto, tradición especialmente extendida por la mitad occidental de la provincia y cuyos elementos más característicos son la hoguera y las castañas.

## Idiomas
Leonés
Gallego
La lengua gallega está presente en varios municipios de la zona occidental de la provincia en contacto con la comunidad autónoma de Galicia y el número de hablantes, según un estudio del profesor Xosé Henrique Costas, es de más de 23.000, siendo usado en un 60% por las personas mayores de 65 años. Hay autores que sostienen que el hablado en la provincia surgió evolucionando de una hibridación del gallego, asturiano, leonés y castellano, dialecto conocido como dialecto berciano, con caracteres propios diferenciados y con variaciones dialectales locales según la zona. En su defensa y promoción trabajan asociaciones culturales como Fala Ceibe y, al igual que el leonés, es reconocido por la Junta de Castilla y León, y así en el artículo 5º del estatuto de autonomía se indica lo siguiente:

Gozarán de respeto y protección la lengua gallega y las modalidades lingüísticas en los lugares en que habitualmente se utilicen.

Su enseñanza está reglada desde 2002 tras un acuerdo entre la Consejería de Educación de la Junta de Galicia y la Consejería de Educación de la Junta de Castilla y León, y así es posible su aprendizaje en nueve colegios de educación primaria, tres institutos de educación secundaria y la escuela oficial de idiomas de Ponferrada. En el curso 2008-09 fueron 1.003 los alumnos que estudiaron gallego y en 2009-10 fueron 1.094.

## Tradiciones

### Ramo leonés de Navidad

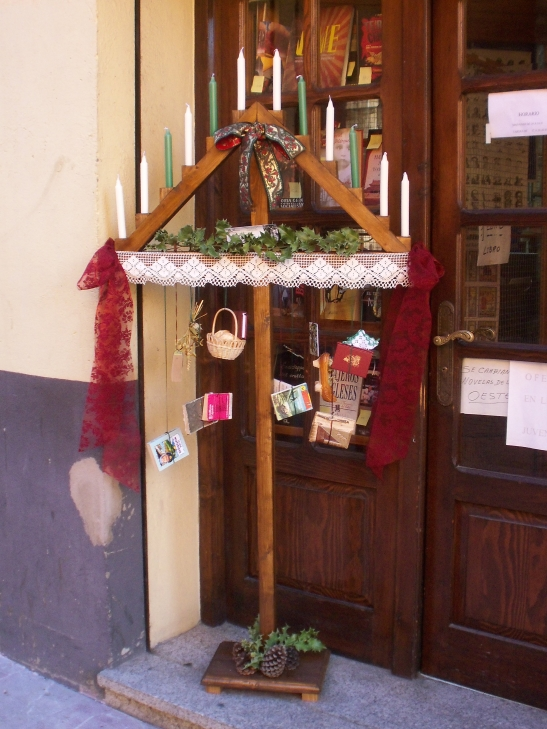
Vista de un ramo leonés a la entrada de un establecimiento comercial.

El ramo leonés de Navidad es un elemento decorativo, utilizado durante las fiestas navideñas en distintos lugares de la provincia, que se ofrecía a la Virgen María durante la misa de Gallo. Sus orígenes parecen remontarse a la época precristiana, en la que tenía un carácter votivo, siendo, por tanto, un símbolo pagano asimilado por la Iglesia desde la Edad Media. Del ramo natural evolucionó a una estructura de madera, y de las iglesias pasó a usarse en los hogares, de modo similar al árbol de Navidad. Con la despoblación del ámbito rural acaecida durante el siglo XX, la tradición estuvo cerca de perderse, ayudado por el empuje de otras tradiciones como el citado árbol, pero en los últimos años vive un renacer, especialmente en la capital provincial.
El ramo consiste en un soporte de madera con una estructura en la que se colocan doce velas y de la que cuelgan distintas ofrendas como cintas bordadas, lazos, hilos de lana, puntillas, rosquillas o frutas. Los tipos de ramo son variados pero, en general, se puede hablar de cuatro especialmente; el triangular (característico de la Ribera y el Páramo), el redondo (abundante en Omaña), el ovalado o en forma de cola de pavo real, y el llamado "rastro", similar al apero agrícola.

### Filandón

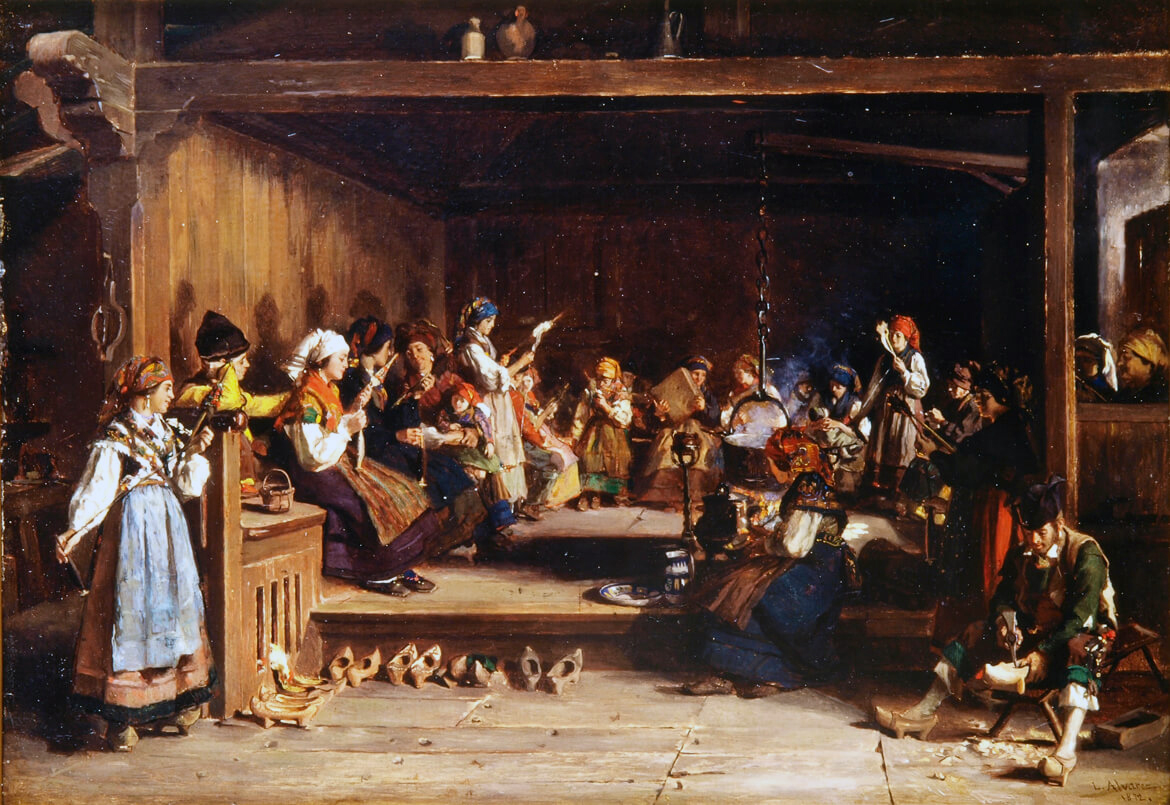
Filandón, cuadro de 1872 obra de Luis Álvarez Catalá.

El filandón era una tradición consistente en una reunión, una vez terminada la cena, en la que se contaban cuentos en voz alta a la vez que se trabajaba en alguna labor manual, generalmente textil. Dicha reunión se solía hacer alrededor del hogar, con los participantes sentados en escaños o bancadas. Además de la provincia leonesa, es también tradición en algunas zonas de Galicia y Asturias.
En las últimas décadas esta tradición se ha recuperado, principalmente en León, gracias a la labor de narradores, cuentacuentos o músicos, siendo por ejemplo el tema central de la película El Filandón, de 1984, en la cual varios escritores (Luis Mateo Díez, Pedro Trapiello, Antonio Pereira, José María Merino y Julio Llamazares) relatan distintas historias, siendo todos ellos, junto con el también escritor Juan Pedro Aparicio, responsables de la popularidad literaria y del renacimiento del filandón. En 2010 fue declarado Bien de Interés Cultural, pidiéndose asimismo su inclusión como Patrimonio Cultural Inmaterial de la Unesco, algo que finalmente no consiguió.